# Trou noir de l'Atlantique
Pour les articles homonymes, voir Trou noir (homonymie).

Le trou noir de l'Atlantique était une zone géographique hors de portée des avions de couverture des convois, basés à terre. Ses limites sont représentées sur la carte sous la forme d'arcs noirs. Les points bleus montrent les lieux de navires alliés coulés.

La zone centrale de l’Atlantique était l'espace maritime hors de portée des avions de lutte anti sous-marins, basés à terre, aux ordres du Coastal Command durant la bataille de l'Atlantique pendant la Seconde Guerre mondiale. Ayant pris fin en mai 1943, il est connu sous les noms de « Trou noir », ainsi que de « Trou de l'Atlantique », de « Trou du Groenland », ou tout simplement « Le trou ». Il fut le lieu de nombreuses pertes de navires de la marine marchande attaqués par des U-Boote. Le trou fut finalement comblé en mai 1943, alors qu’un nombre croissant de Libérators VLR (modèles à très long rayon d’action) et que des porte-avions d'escorte devinrent disponibles.

## Histoire
Le Coastal Command, créé en 1936, était chargé de la lutte anti-sous-marine au moyen d'avions. Il était initialement équipé d'un trop petit nombre d'avions à trop faible rayon d’action ; le plus répandu étant l'Avro Anson (dépassé dès le début de la Seconde Guerre mondiale) et le Vickers Vildebeest (obsolète également). Pendant un temps, la pénurie d'avions fut si grave que des « patrouilles épouvantail » composées du léger Tiger Moth furent même mises en l'air. Le Bomber Command était, par principe, hautement prioritaire pour recevoir un avion à plus long rayon d’action. Le Bomber Command déployait peu à peu des avions quadrimoteurs, tandis que le Coastal Command ne recevait que les modèles moins adaptés, tels que le Vickers Wellington, qui avait pourtant l'autonomie adéquate pour les longues patrouilles de lutte anti-sous-marine. La flotte aérienne hétéroclite du Coastal Command composé d’Ansons, de Whitley et de Hampden ne disposait pas de la capacité d'emport des charges de profondeur de 450 livres (205 kg), laquelle nécessitait des appareils tels que des Wellington ou des Sunderland. L'autre avion capable de porter ces munitions anti sous-marines, l'Avro Lancaster était le joyau réservé du Bomber Command.
Le Coastal Command reçut l'avion adapté à ses missions, avec le Liberator GR.l, communément appelé le Liberator VLR ou simplement : VLR. Le Liberator BI s’avéra trop vulnérable pour des missions de bombardement en Europe, mais grâce à son excellent rayon d’action et à sa charge utile, il se révéla idéal pour les patrouilles aériennes anti-sous-marines. Ces appareils étaient affectés en priorité à la marine américaine pour des opérations de reconnaissance dans le Pacifique, où leurs rayons d’action étaient tout aussi précieux, mais pour lesquelles ils effectuèrent des missions moins importantes que celles du Coastal Command.
Les VLR renforçaient utilement les forces alliées, au moment où Bletchley Park n'était pas en mesure de décoder les messages de la Kriegsmarine cryptés avec le dispositif Enigma. Lorsque le convoi ON 127 fut attaqué par l’U-584 le 11 septembre 1942, il y avait exactement un VLR du 120e escadron en l’air. Lorsque quinze sous-marins allemands convergèrent à l'assaut du convoi ON 131, ils ne rencontrèrent que des avions : le Coastal Command coula deux de ces submersibles. En protégeant l’ON 136, les VLR du 120e escadron coulèrent l’U-597 le 12 octobre 1942. De même, le VLR se révéla efficace en coopération avec le "Huff-Duff" embarqué sur les navires. En défendant le convoi SC 104, les VLR guidés par HF/DF chassèrent trois sous-marins en une seule journée, le 16 octobre. Ils améliorèrent leur performance le 29 octobre, avec le HX 212, en en chassant cinq, et sept le 6 novembre avec le SC 107. «...l'insuffisance apparente de l'appui aérien basé à Terre-Neuve fut mis en évidence par l'interception précoce du SC 107 et la bataille amère et coûteuse qui en résulta ». Cela amena la RAF à déplacer tardivement des escadrons du Coastal Command[pas clair].
Les neuf misérables Liberator GR.I opérant au-dessus de l'Atlantique, membres du 120e escadron basé en Islande, inquiétaient néanmoins l'amiral Dönitz. Leur importance s'illustre en observant que l’ajout de patrouilles au large du Canada en 1942, se traduisit par la perte d'un seul navire marchand dans un convoi. À la mi-1942, le Coastal Command ne disposait que de deux escadrons de Liberator et de B-17 ; au premier signe de réussite du Coastal Command contre les U-Boote, Harris chercha à faire attribuer les avions au Bomber Command, à l'attaque des villes allemandes.
Après le voyage du convoi SC 118, le professeur Patrick M.S. Blackett, directeur de la section des recherches opérationnelles de l'Amirauté, fit plusieurs propositions, dont celle de détourner les VLR du Bomber Command au profit du Coastal Command. « Malgré la force de l'affaire Blackett, l'Amirauté (pour ne pas mentionner le ministère de l'Air, le Bomber Command, et les Américains) estimèrent, pour quelque temps encore, qu'ils ne pouvaient pas se permettre de réduire la puissante offensive aérienne dans le golfe de Gascogne ou d'abandonner le bombardement des bases allemandes par la RAF ». « Le nombre d'avions VLR opérant dans l'Atlantique Nord en février [1943] n’atteignait que le nombre de 18, et aucune augmentation substantielle ne fut obtenue après la crise de mars ». De même pour les patrouilles aériennes de nuit, reconnues comme étant nécessaires, qui ne furent pas conduites avant l'automne 1943.
Le Bomber Command ne ménagea pas son aide pour lutter contre les U-Boote. Du 14 janvier 1943 jusqu’à mai, il effectua 7 000 sorties contre les abris des sous-marins à Lorient, Brest et Saint-Nazaire, pour un coût de 266 avions et équipages. Il n’endommagea ni les solides abris, ni les sous-marins qui y stationnaient. Les moyens du Coastal Command ne dépassèrent jamais le nombre de 266 appareils de type VLR. Les missions effectuées contre les chantiers de construction de sous-marins allemands eurent des résultats décevants.
Les avions eurent également un rôle indirect important, en empêchant la formation de groupes de combat de sous-marins (ou : meutes de loups). Ils limitèrent les endroits où les sous-marins pouvaient attaquer en toute sécurité. Ils amenuisèrent la capacité des sous-marins à trouver et à pister les convois de transports maritimes. Les pertes alliées diminuèrent. La couverture aérienne renforcée aida également les escortes maritimes des convois en leur permettant de faire face à un sous-marin à la fois. La bonne volonté de l’Aviation royale canadienne (ARC) a permis de mettre en vol des avions dans des conditions météorologiques souvent exécrables au large des Grands Bancs ; le Coastal Command ne l’a pas tenté. Les sous-marins filaient les convois très tôt après leurs appareillages d’Halifax. Sans l'invention du radar embarqué en avion, le « brouillard quasi perpétuel des Grands Bancs de Terre-Neuve permettait aux meutes de loups sous-marins d’opérer à deux cents [milles nautiques] de Terre-Neuve, tandis que les avions patrouillaient », la détection visuelle étant impossible.
Trouver un moyen de détecter les sous-marins en surface la nuit, quand ils étaient le plus vulnérables, rechargeant en sécurité leurs indispensables batteries de moteurs électriques, était une priorité pour le Coastal Command. Le radar anti sous-marin embarqué en avion apporta une solution. L’ancien radar AI.II (Airborne Interception Mark 2) devint l’ASV.II (Air to Surface Vessel Mark 2) une fois à bord des appareils du Coastal Command. Les livraisons du Coastal Command pour ce radar, furent reléguées après les unités de chasse de nuit du Fighter Command. L’ASV II ayant une longueur d'onde 1,5 mètre (en fait 1,7 m, 176 MHz), Cette particularité impliquait que le signal d’un sous-marin était généralement perdu dans le bruit de fond de la mer avant que le bateau ne soit vu, à une distance d'environ un mile marin et au moment où il amorçait sa plongée. En réponse, le Leigh light fut développé. Subissant l'indifférence du ministère de l'Air, il entra en service seulement en juin 1941 et s’avéra efficace. Son emport nécessitait un gros avion, comme le Wellington ou comme le Liberator, pour transporter le générateur d'alimentation électrique nécessaire au faisceau lumineux. La plupart des avions du Coastal Command étaient incapables de charger un tel équipement ; et le Bomber Command était enclin à se tourner vers d'autres missions[réf. nécessaire]. Les Allemands progressèrent en développant le Metox, qui captait les impulsions radar de l’ASV avant qu'il ne soit à même de détecter un sous-marin, le rendant inefficace en opérations aériennes.
L'apparition du radar H2S (avec une longueur d’onde de 10 cm) changea la situation, et la combinaison du H2S (comme du ASV III) et du Leigh light s’avéra très efficace contre les sous-marins. Harris empêcha l’accès du Coastal Command au H2S, affirmant que le Bomber Command en avait davantage besoin pour trouver des cibles, en remplacement des systèmes Gee et Obee. Le Bomber Command argumentait que le Coastal Command pouvait perdre un tel équipement, au risque que celui-ci profite aux Allemands. Churchill soutint cette position. Le maréchal John Slessor, chef du Coastal Command, répliqua que le Bomber Command risquait tout autant de faire tomber le nouveau radar H2S aux mains de l'ennemi, procurant aux Allemands l'occasion d'inventer une contre-mesure contre celui-ci avant même que le Coastal Command ne l’ait jamais utilisé. Ce fut exactement ce qui se produisit. Le premier ASV III équipa un Wellington du Coastal Command à Defford en décembre 1942 suivi de douze autres basés à Chivenor en février 1943. Un exemplaire du H2S fut perdu le 2-3 février quand un Stirling Pathfinder fut abattu au-dessus des Pays-Bas durant la seconde utilisation opérationnelle du H2S. Harris émit des objections similaires pour que soit fourni au Coastal Command le radar H2X ayant une longueur d’onde de 3 cm (connu alors sous le nom de ASV IV). Il obtint de nouveau la plus haute priorité. Une année plus tard, ce dispositif tombait aux mains des Allemands, en février 1944.
Comme l'avait redouté le Coastal Command, les Allemands capturèrent le H2S endommagé, ce qui aurait été plus difficile avec un avion du Coastal Command tombant en mer et non au sol. Telefunken produisit le Rotterdam Gerät (Appareil Rotterdam, nommé d’après la ville où le radar avait été capturé). La première patrouille du Coastal Command équipée de l’ASV III se déroula au-dessus du golfe de Gascogne le 1er mars. Le ASV III repéra son premier U-Boot dans la nuit du 17 mars, mais malheureusement le Wellington transportant le Leigh Light fut victime d’un dysfonctionnement et fut incapable d'appuyer l'attaque. La première opération utilisant le système se produisit la nuit suivante. Lorsque ASV.III entra en service, les sous-mariniers allemands, dont Dönitz, commencèrent à croire à tort que les avions britanniques brouillaient le récepteur Metox,, qui ne donnait plus d'avertissement. Pendant ce temps, les scientifiques allemands perfectionnèrent le Rotterdam Gerät pour créer le FuMB7 Naxos U (communément appelé Naxos) pour les sous-marins. Bien que fragile, le Naxos fonctionnait. Cependant, il entra en service le même jour où le H2X (que le Naxos ne pouvait pas détecter) devint opérationnel au sein du Coastal Command. Le Naxos fut remplacé par le FuMB36 Tunis en mai 1944 et fut complétée par le Stumpf, un matériau absorbant les ondes émises par les radars, sous le nom de code Schornsteinfeger (« Ramoneur »).
Juste avant la conférence Trident, l'amiral Ernest J. King obtint le contrôle de l'aviation de lutte anti-sous-marine au détriment de l'Armée de l'Air, il organisa un échange de B-24 contre des appareils comparables. Cela permit à Slessor de conclure un accord avec lui pour en « emprunter » un escadron. Après les attaques contre le convoi ON 166, le nombre de VLR basés à Terre-Neuve augmenta enfin. « Les Canadiens avait poussé fortement pour avoir des Liberator depuis l'automne 1942, contre les Britanniques qui doutaient que l'ARC pourrait les utiliser efficacement, tandis que l'ARC, pour sa part, s’opposait à la RAF reprenant une tâche que l'ARC considérait comme sienne. Le commandant du 120e escadron, le chef d'escadron Bulloch, confirma la capacité de l'ARC, et au début de mars 1943, leur nombre à Terre-Neuve augmenta tardivement (bien qu'il n’y en avait pas suffisamment pour constituer le 10e escadrons de l'ARC, avant le 10 mai), tandis que la force de 120e escadron doubla. Cela ne mettait qu’au total 38 VLR au-dessus du secteur central de l’Atlantique. L'arrivée de la 25e escadrille anti-sous-marine de l’USAAF, avec ses B-24 à moyen rayon d’action (équipés du radar H2S probablement construit par les Canadiens), permit de libérer les VLR du Coastal Command de la surveillance des zones côtières. L’augmentation du nombre de porte-avions d'escorte impliquait qu’un nombre très élevé de Fortress et de Liberator à moyen rayon d’action de l'USAAF pourrait être basé à Terre-Neuve. La 25e escadrille survola le golfe de Gascogne, où elle coula un U-Boot avant d'être redéployée au Maroc,.
La mobilisation accrue des porte-avions d'escorte réduisit le « Trou de l'Atlantique. » Après une crise en mars conduisant Churchill et l'Amirauté à décider d’abandonner tout à fait les convois, le trou de l’Atlantique fut finalement bouché en mai 1943, au moment où les Liberator GR.I VLR de l'Armée Royale Canadienne devinrent opérationnels à Terre-Neuve. Les navires alliés se trouvaient en sécurité partout dans l'Atlantique ; les U-Boote : en difficulté. Ce fut le tournant qui permit aux Alliés de gagner finalement la bataille de l'Atlantique.